# Embia major
Embia major is een insectensoort uit de familie Embiidae, die tot de orde webspinners (Embioptera) behoort. De soort komt voor in de Himalaya.
Embia major is voor het eerst wetenschappelijk beschreven door Imms in 1913.